# Zeppelinstraße 8 (Hannover)

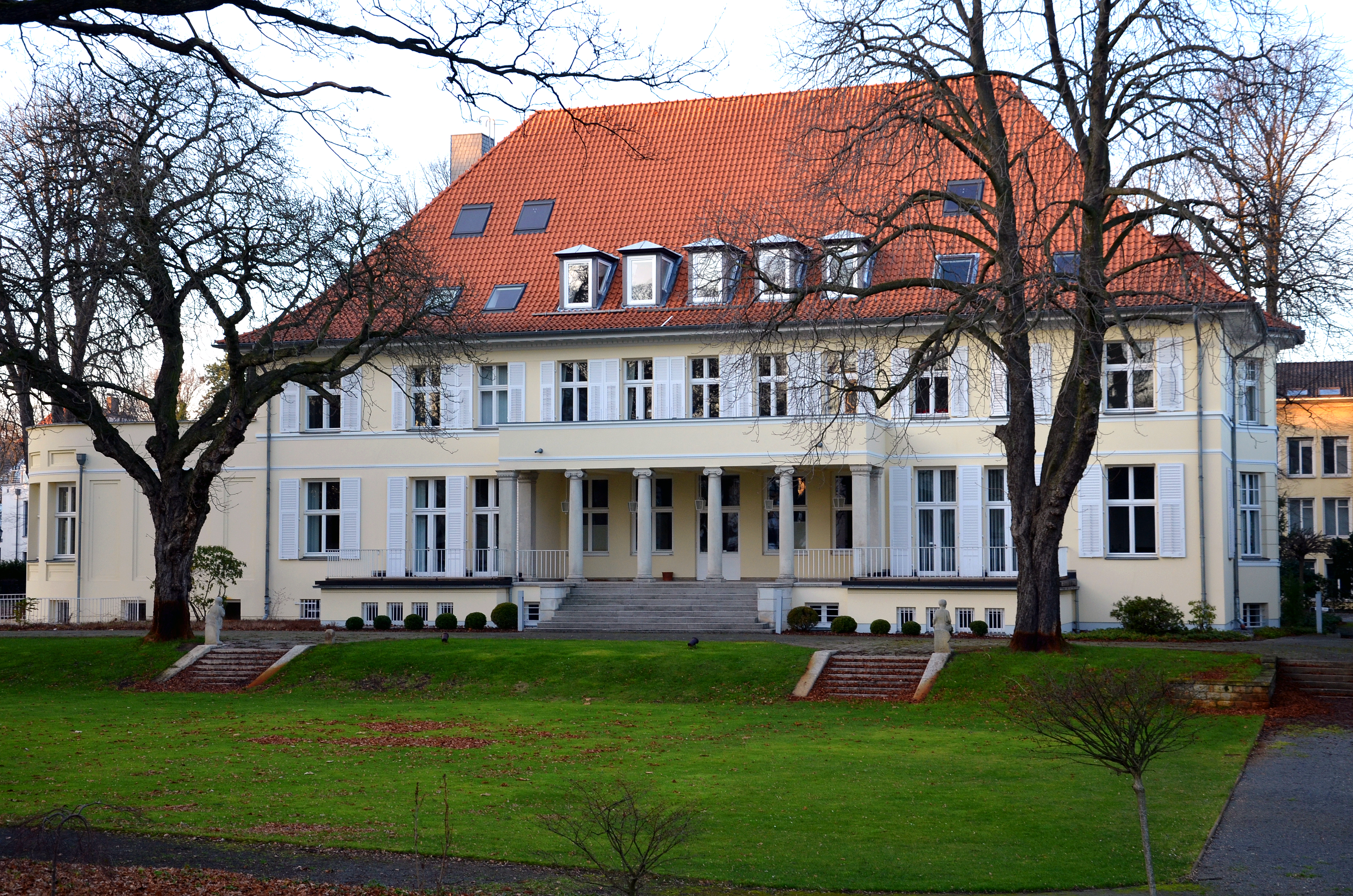
Die „Villa Tramm“ mit ihrer zum Garten offenen Halle im Zooviertel

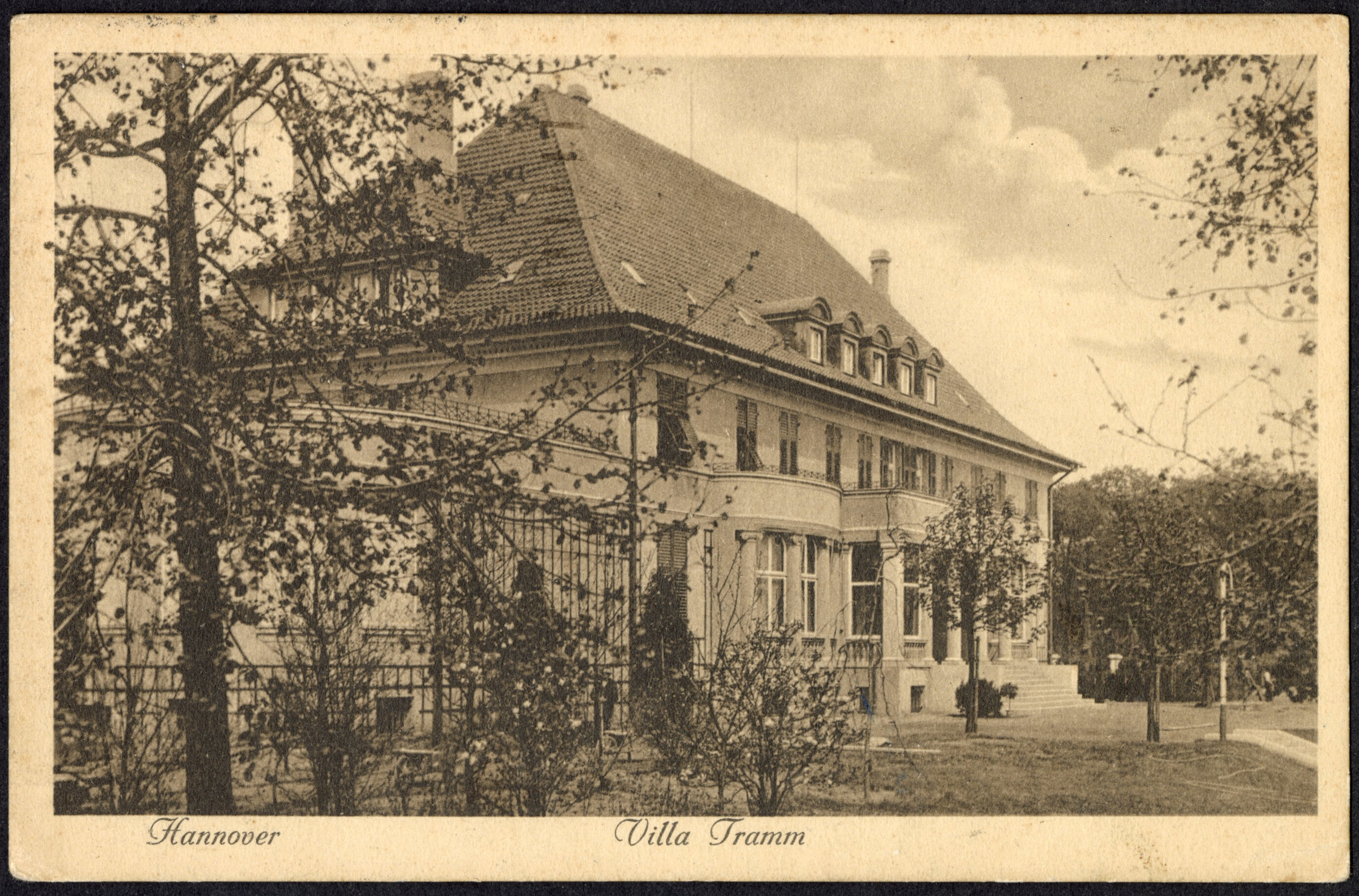
Von Heinrich Tramm 1918 an den Maler Karl Hagemeister versandte Ansichtskarte;
Verlag von Georg Kugelmann

Das Haus Zeppelinstraße 8 in Hannover im südöstlichen Villenviertel des Stadtteils Zoo, errichtete der Architekt Emil Lorenz in den Jahren 1912 bis 1913 als Wohnhaus für den damaligen Stadtdirektor Heinrich Tramm.

## Beschreibung
Die in unmittelbarer Nähe der Bult-Kaserne errichtete Villa, auch Villa Tramm genannt, entwickelten Bauherr und Architekt als vergleichsweise schlichten zweigeschossigen Putzbau, der sich an seiner Südseite mit einer offenen Halle zum großen Garten öffnet.
In der Zeit des Nationalsozialismus wurde das repräsentative Gebäude mit der parkähnlichen Grünanlage 1938 Wohn- und Amtssitz des Leiters des Gaues Süd-Hannover-Braunschweig, Hartmann Lauterbacher.
Nach dem Zweiten Weltkrieg diente das geschichtlich wie städtebaulich bedeutende Baudenkmal ab 1949 bis 1956 als britisch-deutsches Begegnungszentrum. Anschließend wurde es Eigentum der mit ihrem Hauptgebäude auf der gegenüberliegenden Straßenseite gelegenen Oberpostdirektion, die an der trammschen Villa einen Anbau mit Büroräumen verwirklichte.
Nach wechselnden Besitzern und Nutzungen wurde die Immobilie 2001 von dem als Verein organisierten Steuerberaterverband Niedersachsen, Sachsen-Anhalt erworben, der einen weiteren Anbau an die ehemalige „Villa Tramm“ errichten ließ.